# Здравоохранение в Башкортостане

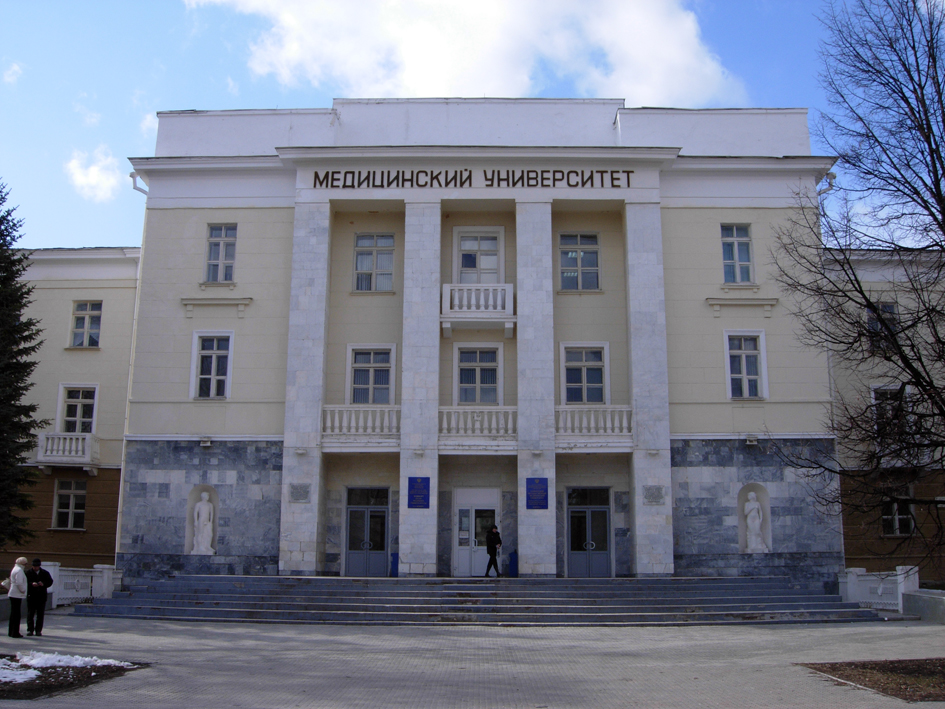
Башкирский медицинский университет

Здравоохранение в Башкортостане — совокупность мер политического, экономического, правового, социального, культурного, научного, медицинского, санитарно-гигиенического и противоэпидемического характера, направленных на сохранение и укрепление физического и психического здоровья жителей Республики Башкортостан, продления их долголетней жизни, предоставление им медицинской помощи в случае утраты здоровья.

## История
Медицинские учреждения появились в Башкортостане в XVIII веке при горных заводах и при Башкирском войске. В городах Уфа, Бирск и Стерлитамак были открыты больницы.
Первые два врачебных участка были созданы в 1819 году и включали Белебеевский, Бирский и Мензелинский, Златоустовский, Стерлитамакский и Уфимский уезды.
В 1876 году в Уфе открыта губернская земская больница. К 1913 году в Уфе были губернская земская больница, Психиатрическая больница, Чижовская больница , больница для заразных больных на 35 коек, родильный дом, глазная лечебница, железнодорожная больница, тюремная больница, приёмные покои при 2 духовных училищах.
В Чижовской больнице были койки для рожениц, здесь была проведена первая операция кесарева сечения  врачом акушер-гинекологом Р.Ш.Кутлубаевой.
К 1919 году в республике было 60 медицинских учреждений, включая 2 госпиталя на 520 коек, 11 6ольниц на 220 коек, 22 барака для заразных больных на 1045 коек, 3 амбулатории, 21 фельдшерский пункт, зубоврачебный кабинет, а также аптека и аптекарский магазин.
В 1924 году состоялся Первый Всебашкирский съезд уполномоченных Республиканского Общества Красного Креста. В августе 1924 года по инициативе врача Р.Ш.Кутлубаевой был открыт первый родильный дом в Уфе и организована женская консультация.
В 30-е годы в БАССР проводились мероприятия по ликвидации трахомы, малярии и снижению заболеваемости населения туберкулёзом и венерическими заболеваниями.
В 1935 году на 1-м Всебашкирском противомалярийном совещании была поставлена задача ликвидации малярии в БАССР. В 1937 состоялась 1-я Всебашкирская областная конференция по борьбе с туберкулёзом.
В 1937 году преподаватель БГМИ, психиатр И.Ф.Случевский организовал в психиатрической больнице города Уфы первую в СССР эпилептологическую лабораторию.
В БАССР в 1938 году насчитывалось 6050 больничных коек, 374 амбулатории, 507 сестринских трахоматозных пунктов; действовали 88 мед. учреждений охраны материнства и детства на 590 коек для беременных и рожениц, 63 дет. консультации, 12 молочных кухонь.
Перед нач. Великой Отечественной войны общее кол-во больничных учреждений составляло 182, врачебных амбулаторий, поликлинич. учреждений, здравпунктов — 413.
В годы войны БАССР направила в ряды действующей армии 490 врачей и 817 средних мед. работников. Медицинское обслуживание в эвакогоспиталях БАССР проводили 340 врачей и около 1000 медицинских сестёр.
За период 1941—1945 годов число больничных учреждений в БАССР увеличилось до 213, фельдшерских, фельдшерско-акушерских и здравпунктов — до 1219, больничных коек — до 11708. Численность врачей к концу войны составила 1163 чел., средних медицинских работников — 5171 человек. В 1949 году профессор Л. П. Крайзельбурд основал первое специализированное урологическое отделение в республике, в последующее десятилетие им были организованы отделения гемодиализа (на базе больницы им. Г. Г. Куватова, 1962), фтизиоурологии и бальнеологической помощи больным с туберкулёзным поражением мочеполовой системы; таким образом в республике была создана специализированная урологическая служба.
К 1960 году число больничных учреждений возросло до 346, больничных коек — до 21800 (62,9 на 10 тыс. человек). В 1968 году медицинское обслуживание населения республики проводилось в 375 ЛПУ. В 1971—1975 годах введено поликлиник на 138000 посещений, 7589 коек, построена Республиканская детская клиническая больница. 
В 90-х годах в РБ реализуются республиканские целевые программы: «Безопасное материнство», «Дети-инвалиды», «Вакцинопрофилактика» и др. В 2001—2004 годах в РБ введено в строй больничных учреждений на 932 койки и амбулаторно-поликлинических учреждений на 3620 посещений в сутки. Построен комплекс Всероссийского центра глазной и пластической хирургии, в 2002 году в РБ открыт диагностический центр РКБ. С 2004 года создаются центры лабораторной, функциональной диагностики на базе многопрофильных ЛПУ.

## Современное состояние
С 2006 года в РБ действует национальный проект «Здоровье». Основными направлениями проекта являются: укрепление первичной медико-санитарной помощи, диагностической службы ЛПУ, материально-технической базы учреждений скорой помощи, введение родовых сертификатов, расширение доступности высокотехнологичных видов медицинской помощи.
В 2006 году в РБ работало 480 учреждений: 180 больничных (30588 коек), 209 амбулаторно-поликлинич. (27680 посещений в смену), 13 — охраны материнства и детства (1554 коек), 8 — скорой мед. помощи (из них станций скорой мед. помощи — 4 и переливания крови — 4), 34 диспансера (4596 коек), 22 санатория (из них для взрослых — 3, для детей — 19) на 3266 мест, 10 учреждений З. особого типа, 2 мед. центра, 2 центра гигиены и эпидемиологии.
Среднемесячная заработная плата в сфере здравоохранения за 2012 год составляла 20,46 тыс. рублей. Расходы бюджета Республики Башкортостан на здравоохранение за 2012 год составили 10174249 тыс. рублей: в части увеличения стоимости основных средств — 415325,4 тыс. рублей, в части текущих расходов — 9043112,4 тыс. рублей.
В здравоохранении Республики Башкортостан на 1 января 2013 года функционировали 206 учреждений здравоохранения, из них 95 больничных учреждений, 12 диспансеров, в том числе 10 диспансеров с койками круглосуточного пребывания, 53 амбулаторно-поликлинических учреждения, 11 медицинских организаций особого типа (Центр медицины катастроф, Бюро судебно-медицинской экспертизы, Медицинский информационно-аналитический центр, центры медицинской профилактики
и т. д.) и 25 санаторно-курортных организаций.
В РБ принята программа «Развитие здравоохранения РБ на 2013—2020 годы». Общий объем финансирования Программы составляет 647188257,9 тыс. рублей. Задачами программы является снижение смертности населения от всех причин до 11,8 случая на 1000 населения; снижение материнской смертности до 4,8 случая на 100 тыс. родов, завершившихся рождением живых детей; снижение младенческой смертности до 6,8 случая на 1000 детей, родившихся живыми; обеспеченность врачами — 40,1 специалиста на 10 тыс. населения; увеличение ожидаемой продолжительности жизни при рождении до 74,2 года; соотношение средней заработной платы врачей и иных работников медицинских организаций, имеющих высшее медицинское (фармацевтическое) или иное высшее профессиональное образование, 8 предоставляющих медицинские услуги (обеспечивающих предоставление медицинских услуг), и средней заработной платы в Республике Башкортостан к 2020 году — 200 %; соотношение средней заработной платы среднего медицинского (фармацевтического) персонала (персонала, обеспечивающего предоставление медицинских услуг) и средней заработной платы в Республике Башкортостан к 2020 году — 100 %.
Руководство системой здравоохранения в РБ осуществляет Министерство здравоохранения Республики Башкортостан.

## Учебные заведения
Медицинских работников в РБ готовят в Башкирском государственном медицинском университете, в Салаватском медицинском колледже, Бирском медико-фармацевтическом колледже, в Стерлитамакском медицинском колледже др. медицинских колледжах республики.
В УФе работает Центр повышения квалификации медработников, где последипломное образование получают около 12 тысяч специалистов
среднего медицинского и фармацевтического звена Республики Башкортостан.